# Alex Varas
Alex Fabián Varas Rubio (ur. 26 marca 1976 w Santiago) – chilijski piłkarz występujący na pozycji bramkarza.

## Kariera klubowa
Varas karierę rozpoczynał w 1995 roku w zespole Universidad Católica. Sezon 1996 spędził na wypożyczeniu w Coquimbo Unido. W sezonie 1997 wraz z Universidadem wywalczył mistrzostwo fazy Apertura Primera División de Chile. W Universidadzie grał do końca sezonu 1999. W 2000 roku odszedł do drużyny Audax Italiano, gdzie spędził jeden sezon.
W 2001 roku Varas przeniósł się do Santiago Wanderers. W tym samym roku zdobył z nim mistrzostwo Chile. Przez 4 sezony w barwach Santiago rozegrał 49 spotkań. W 2005 roku wrócił do Audax Italiano. Jednak jeszcze w trakcie sezonu 2005 przeniósł się do CSD Colo-Colo. W sezonie 2006 wywalczył z nim mistrzostwo faz Apertura oraz Clausura Primera División de Chile. Dotarł z nim także do finału Copa Sudamericana.
W 2007 roku Varas odszedł do drużyny Universidad Concepción. Potem ponownie grał w Santiago Wanderers, gdzie w 2008 roku zakończył karierę.

## Kariera reprezentacyjna
W reprezentacji Chile Varas zadebiutował w 1995 roku. W 2004 roku został powołany do kadry na Copa América. Na tamtym turnieju, zakończonym przez Chile na fazie grupowej, zagrał w meczach z Brazylią (0:1) oraz Kostaryką (1:2).
W latach 1995–2004 w drużynie narodowej Varas rozegrał łącznie 7 spotkań.